# فينسينت راجان
فينسينت راجان (بالإنجليزية: Vincent Regan)‏ (و. 1965  م) هو ممثل، وممثل أفلام من المملكة المتحدة، وويلز، ولد في سوانزي.

## التعليم
تعلم في Academy of Live and Recorded Arts ‏.

## وصلات خارجية
- فينسينت راجان على موقع IMDb (الإنجليزية)
- فينسينت راجان على موقع ألو سيني (الفرنسية)
- فينسينت راجان على موقع أول موفي (الإنجليزية)
- فينسينت راجان على موقع قاعدة بيانات الأفلام السويدية (السويدية)
- فينسينت راجان على موقع قاعدة بيانات الفيلم (الإنجليزية)
- فينسينت راجان على موقع كينوبويسك (الروسية)